# 1997 WQ31
1997 WQ31 är en asteroid i huvudbältet som upptäcktes den 29 november 1997 av LINEAR i Socorro County, New Mexico.
Asteroiden har en diameter på ungefär 8 kilometer och den tillhör asteroidgruppen Koronis.